# انجی افلاطون
انجی افلاطون (۱۹۲۴–۱۹۸۹) نقاش و فعال در جنبش زنان در مصر بود. او از پیشگامان هنر مدرن مصر بود." از او هم چنین به عنوان یکی اشخاص مهم هنرهای بصری مصر یاد می‌شود. .

## فعال
او در قاهره در سال ۱۹۲۴ بدنیا آمد، خانواده او یک خانواده سنتی مسلمان بودند. پدر او یک حشره‌شناس بود.مادرش یک طراح لباس آموزش دیده توسط فرانسوی‌ها بود؛ و در کمیته بانوان جمعیت هلال احمر فعال بود.